# Кретов, Илья Иванович
Илья Иванович Кретов (17.07.1897 - 03.04.1983) — советский военачальник. Участник Гражданской войны 
Советско-финляндской войны, Великой Отечественной войны. Генерал-майор танковых войск . Принимал участие в Харьковской, Киевской, Висло-Одерской и Берлинской военных операциях.

## Биография

### Ранние годы
Илья Иванович Кретов родился 17 июля 1897 года в селе Соколья Плота, Тимского района, Курской Области.
Окончил 3-классную школу в Соколье. Окончил 3-ю Саратовскую школу прапорщиков 20 июня 1917 года.Окончил Тимское высшее училище. 3 курса вечернего факультета Курского сельхоз института (1923).
Член ВКП(б) с 1940 г
.
Образование. Окончил 2 курса Военной академии имени М. В. Фрунзе (заочно, 1936), Ленинградские БТКУКС (1939), ВАММ (заочно, 1939), ВАК при ВА БТВ (1950).

### Служба в армии
В 1914 г. 1955 г был кадровым военным, затем — в запасе. Начал военную службу рядовым солдатом.
С июня 1918 г. по сентябрь 1919 г. — участник гражданской войны.
Затем служил в Курске (ком. роты Курской пехотной школы)
С февраля 1925 г. по сентябрь 1932 г воевал с басмачами на Туркестанском фронте. После этого служил в Ярославле, Кирове, Сызрани. Перед войной был командиром курсантского батальона Полтавского военного авто-технического училища.

### В Великую Отечественную войну
С первых дней Великой Отечественной войны с 22 июня 1941 г. и до её окончания был на фронте. Вначале был комендантом штаба войск Юго-Западного фронта. Затем совмещал эту должность с должностью начальника гарнизона в г. Валуйки, Воронеж, Балашов. После этого был назначен заместителем командующего бронетанковыми и механизированными войсками 40-й армии Брянского и Воронежского фронтов. (с февраля 1942 г. по январь 1943 г.).

А после этого до конца войны был командующим бронетанковых и механизированных войск 47-й армии, принимал участи в боях за освобождение Украины, Курска (в конце июля — начале августа в «Курской правде» 1945 г. был напечатан портрет Ильи Ивановича и небольшая статья о нём), Киева. В составе 47-й армии освобождал Польшу, Германию, за что имел благодарность Верховного Главнокомандующего И. В. Сталина:

за овладение крепостью Прага (предместье Варшавы);

за освобождение столицы Польши г. Варшава;

за овладение городами Дойч-Кроне и Керкиш-Франланд;

за овладение г. Шнайдемюль;

за выход к Балтийскому морю и владение городами Бержальде, Темпельбург, Фалькенбург, Драмбург, Вангерин, Лабес и др.;

за овладение г. Альтдам и ликвидацию укрепленного плацдарма немцев на правом берегу реки Одер;

за прорыв укрепленной, глубокоэшелонированной обороны немцев, прикрывающих Берлин с востока, и овладение городами Франкфурт-на-Одере, Вандлиц, Ораниенбург, Биркенвердер, Генниксдорф, Панков, Фридрихвфельде, Карлсхорст, Кепеник, вступление в столицу Германии Берлин;

за завершение полного окружения Берлина;

за овладение городами Ратенов, Шпандау и Потсдам;

за овладение г. Бранденбургом;

за овладение столицей Германии г. Берлин.

### После войны
После Отечественной войны И. И. Кретов был командующим бронетанковыми и механизированными войсками 27-армии (г. Винница, Прикарпатский военный округ), 38-й армии (г. Станислав, Прикарпатский военный округ), 3-й Ударной армии группы советских войск в Германии.

Член КПСС с 1940 года.

С 1956 года работал на общественных началах в Комитете содействия Райвоенкомата Ленинградского района г. Москвы. Руководитель учебной танковой группы по подготовке офицеров и генералов запаса и в отставке.
Умер 3 апреля 1983 года. Похоронен в Москве на Химкинском кладбище.

## Награды
Двумя орденами Ленина, четырьмя орденами Красного Знамени, Орденом Суворова 2 степени и Орденом Красной Звезды. 3 медалями: «За освобождение Варшавы», «За взятие Берлина», «За победу над Германией в Великой Отечественной войне 1941—1945 гг.», польской медалью «За звитенство и вольность», «XX лет РККА», «За воинскую доблесть», «В ознаменование 100-летия со дня рождения Владимира Ильича Ленина», «Ветеран Вооруженных сил СССР», «Двадцать лет победы в Великой Отечественной войне 1941—1945 гг.», «ХХХ лет Советской Армии и Флота», «За оборону Киева», «50 лет Вооруженных сил СССР», «60 лет Вооруженных сил СССР», «Тридцать лет победы в Великой Отечественной войне 1941—1945 гг.»